# Căprioara, Tulcea
Căprioara (nume anterior: Geaferca Rusă) este un sat în comuna Hamcearca din județul Tulcea, Dobrogea, România. Se află în partea de nord-vest a județului, în Podișul Niculițelului.